# Gore District
Gore District är en territoriell myndighet i regionen Southland i södra Nya Zeeland. Distriktet styrs från staden Gore och gränsar till Southland District i väst och Clutha District i öst. Gore District hade 12 396 invånare vid folkräkningen 2018.
Distriktet skapades 1989 genom att Gore Borough, Mataura Borough och mindre delar av Southland County slogs samman.

## Demografi
| Befolkningsutvecklingen i Gore District 1991–2018 | Befolkningsutvecklingen i Gore District 1991–2018 | Befolkningsutvecklingen i Gore District 1991–2018 | Befolkningsutvecklingen i Gore District 1991–2018 | Befolkningsutvecklingen i Gore District 1991–2018 |
| ------------------------------------------------- | ------------------------------------------------- | ------------------------------------------------- | ------------------------------------------------- | ------------------------------------------------- |
|                                                   |                                                   |                                                   |                                                   |                                                   |
| År                                                |                                                   |                                                   | Folkmängd                                         |                                                   |
| 1991                                              | 1991                                              |                                                   | 13 539                                            |                                                   |
| 1996                                              | 1996                                              |                                                   | 13 278                                            |                                                   |
| 2001                                              | 2001                                              |                                                   | 12 459                                            |                                                   |
| 2006                                              | 2006                                              |                                                   | 12 108                                            |                                                   |
| 2013                                              | 2013                                              |                                                   | 12 033                                            |                                                   |
| 2018                                              | 2018                                              |                                                   | 12 396                                            |                                                   |
|                                                   |                                                   |                                                   |                                                   |                                                   |